# Arístides Calderón Reyes
Arístides Calderón Reyes (Soatá, 1815 - Bogotá 1890) fue un político colombiano, miembro del Partido Liberal Colombiano.
Fue presidente del Estado Soberano de Boyacá entre 1882 y 1886, último secretario de Gobierno del segundo gobierno de Rafael Núñez, y primer ministro de Gobierno de Colombia, en el gobierno de José María Campo.

## Biografía

### Secretaría de Gobierno de Colombia (1884-1886)

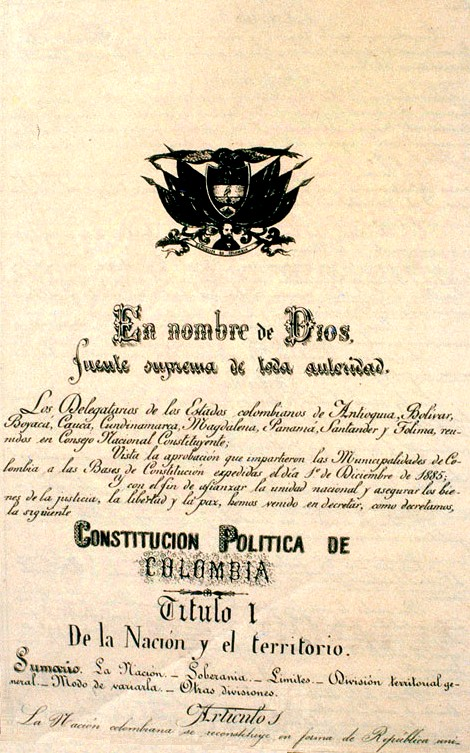
Preámbulo original de la Consritución de 1886.

Calderón fue llamado por el presidente Rafael Núñez para que ocupara la secretaría de Gobierno, el 24 de noviembre de 1884, durante su segundo período presidencial. 
Calderón fue el encargado de respaldar al gobierno en el Congreso, donde Núñez presentó la propuesta de reforma de la Constitución de 1863, de inspiración radical; el gobierno expidió un decreto del 10 de septiembre de 1885 donde se convocó un órgano de reforma constitucional. 
Aprobado el Consejo Nacional de Delegatarios, fue el vocero del gobierno para el normal desarrollo de la labor reformista. El 5 de agosto de 1886 se promulgó la Constitución de Colombia de 1886, que estuvo vigente por 106 años, y tenía una fuerte inspiración conservadora.
La Constitución cambió al país en varias manerasː Transformó al Estado en centralista, que hasta 1886 era federal, y confesional católico, que era laico; además de que elevó a la categoría de ministerios las secretarias nacionales, por lo que el cargo de Calderón quedó abolido.

### Ministro de Gobierno de Colombia (1886-1887)
Abolidos todos los cargos previos a 1886, y el presidente en ejercicio, Núñez, solicitó una licencia por enfermedad, con lo cual, el designado José María Campo Serrano, fue elegido presidente en su lugar, En el gobierno de José María Campo Serrano se nombró a Calderón como ministro de Gobierno, siendo el primero en ocupar ese cargo. 
Fue ministro del 7 de agosto de 1886 al 7 de enero de 1887, fecha en la que Núñez reasumió el poder, pero volvió a dejarlo por enfermedad, esta vez en cabeza del vicepresidente Eliseo Payán Hurtado. Curiosamente, Núñez no intervino esta vez en favor de Calderón y, de hecho, Payán y Núñez se enemistaron.
Arístides Calderón Reyes falleció en Bogotá, en 1890, a los 70 años de edad. 

## Familia
Arístides Calderón Reyes fue miembro de una familia emergente de la aristocracia boyacense, siendo hijo de José María Calderón y Navas y de Josefa Reyes Sanmiguel. Sus hermanos eran Florentino, Carlos, Dolores, Paula, Sofía, Segunda, Isabel y Antonio María Calderón Reyes.

### Líneas colaterales

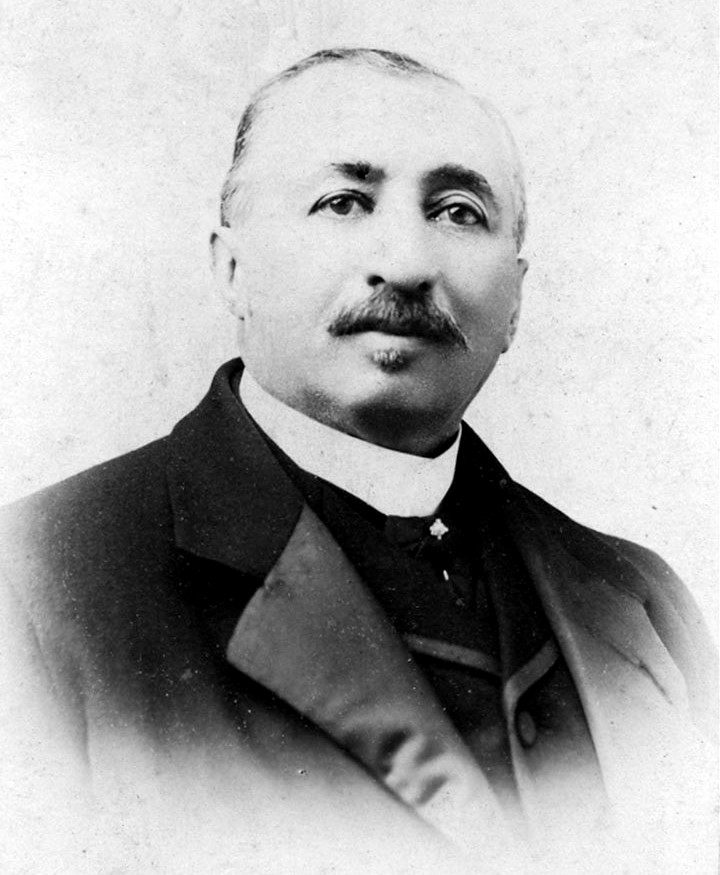
Su sobrino, el expresidente Clímaco Calderón.

De Carlos eran hijos Víctor Calderón Medina (exministro de guerra, sobrino del exgobernador de Boyacá Narciso García Medina y descendiente del exalcalde de Tunja Diego de Medina Rojas de quien también eran descendientes los expresidentes Alfonso López Pumarejo y Enrique Olaya Herrera), el expresidente Clímaco (yerno del expresidente Santiago Pérez Manosalva, cuya hija era sobrina política de Lorenzo María Lleras) y el exministro Carlos Calderón Reyes. Sus sobrinos lo eran también del expresidente Rafael Reyes Prieto, hijastro de Carlos. 
De Segunda eran hijos Manuel, Leoncio (ambos militares), y José Medina Calderón (exgobernador de Boyacá y exministro), y de Isabel era hijo el militar Leonardo Uribe Calderón.

### Matrimonio y descendencia
Arístides contrajo nupcias el 1 de junio de 1859 con Ana Rosa Tejada Mariño, con quien tuvo ocho hijosː María del Carmen, María Josefa, José Miguel, Antonio María, Ana Rosa, Arístides, Eloy Antonio, Luis y Lucila Calderón Tejada.

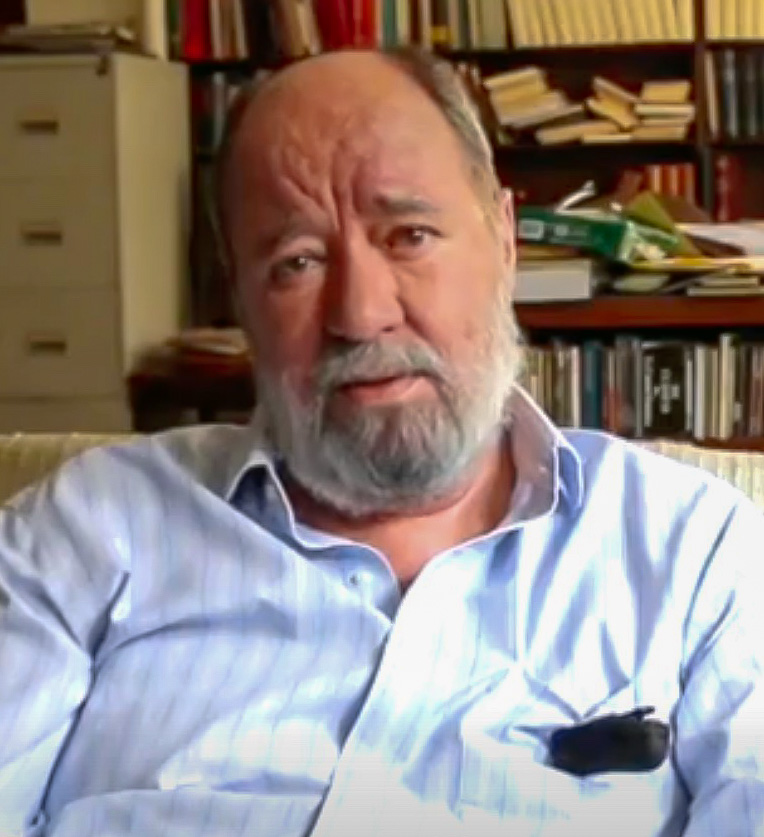
Su bisnieto Antonio Caballero Holguín.

Su hija mayor se casó con el militar y periodista Lucas Caballero Barrera. El matrimonio engendró a los periodistas Lucas y Eduardo Caballero Calderón (padre de Antonio, Luis y Beatriz Caballero Holguín) y eran sus sobrinos los escritores Luis Eduardo y Agustín Nieto Caballero. Lucas era tío de la dama Cecilia Caballero Blanco, esposa del expresidente Alfonso López Michelsen, hijo del expresidente López Pumarejo, que como ya se mencionó era de la familia Medina de Tunja.

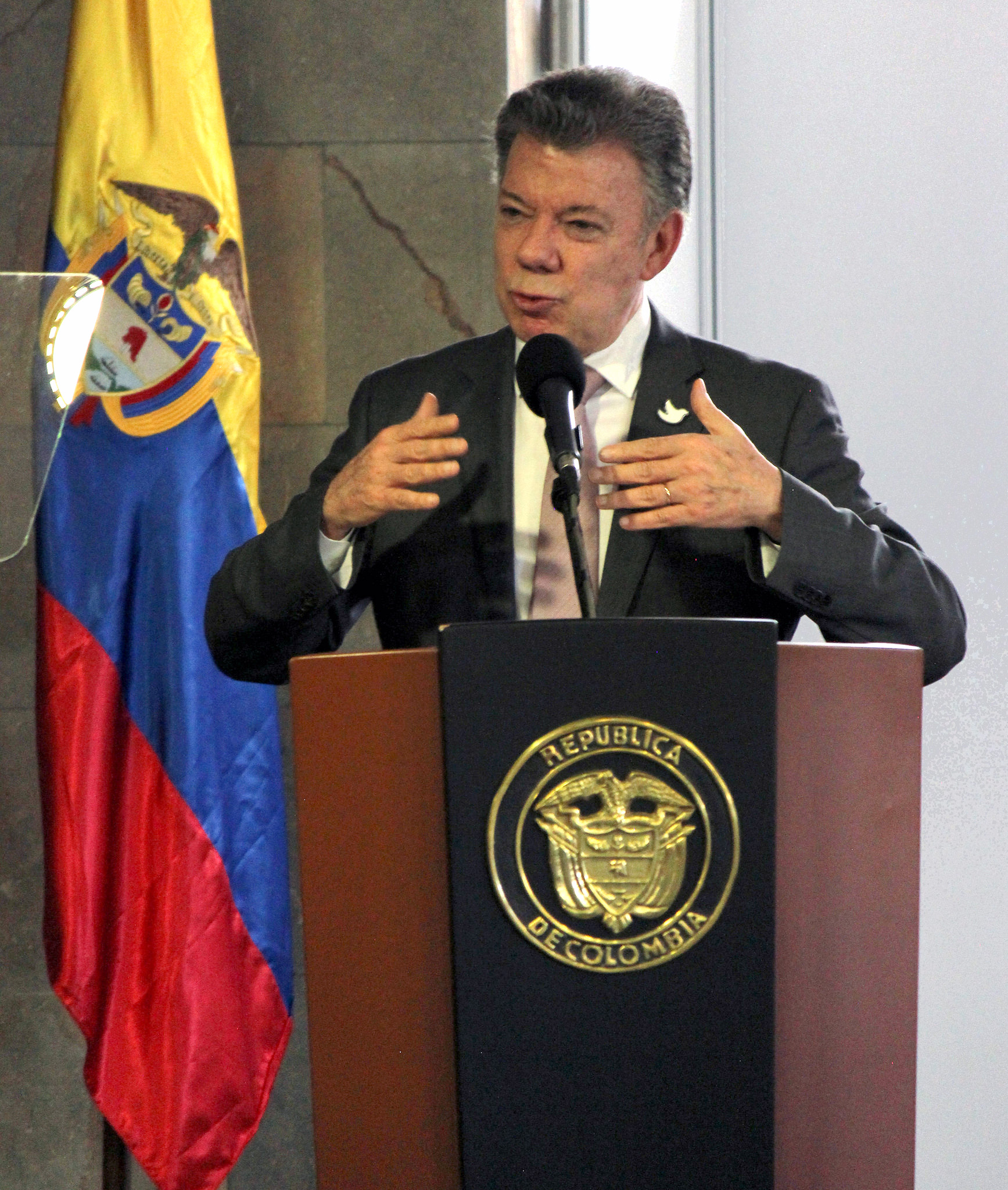
Su tataranieto, el expresidente Juan Manuel Santos.

Ana Rosa se unió en segundas nupcias con su primo Carlos Calderón; Arístides II se casó con Ana Rosa Umaña con quien tuvo a Jorge (padre de las hermanas Clemencia y Elena Calderón Nieto, de quienes eran hijos los primos Juan Manuel Santos y Francisco Santos, ya que sus padres Enrique y Hernando Santos estaban casados con ellas, respectivamente), Francisco (exdirector de la Policía), María (casada con su primo segundo Luis Eduardo Nieto.
La cuñada de su hijo Arístides II, era la madre del sacerdote Camilo Torres Restrepo, casada con el médico Calixto Torres Umaña. Torres era nieto del expresidente Carlos E Restrepo, y era primo segundo del político y sociólogo Eduardo Umaña Luna, cuyo hijo es el ministro de comercio del presidente Gustavo Petro, Germán Umaña. Lucila se unió en matrimonio con un nieto del militar Liborio Durán Borrero, quien era cuñado del expresidente José Hilario López, y de quien también desciende el expresidente Misael Pastrana Borrero, y el expresidente de Ecuador, Sixto Durán-Ballén Cordovéz.